# TDC Play
YouSee Play er en musiktjenste fra TDC Erhverv og YouSee (det tidligere TDC Kabel TV), der giver gratis musikdownload for kunder hos YouSee. For at downloade den gratis musik fra YouSee skal man oprette sig som bruger på YouSees site  og derefter sammenkæde dette login med sit abonnement hos YouSee. Musikken administreres så via DRM, og man skal således have adgang til YouSees servere første gang man afspiller nummeret, enten via sit bredbånd eller via mobilnettet.
Yousee har for øjeblikket gang i en player , som kan afspille DRM-beskyttet musik på både PC/Mac plus bruges til Yousee's tjeneste WebTv og bruges til at leje film med.
Musikken på YouSee Play er komprimeret med 192 kbit/sec CBR WMA version 7. , men dette er i stadig forandring alt afhængigt af aftalerne.
PLAY-musikken også bruges på Androids, iPhones og Windows Phones ved hjælp af apps.